# تمساح عجيب
التمساح العجيب (الاسم العلمي:†Teratosaurus) هو جنس منقرض من الزواحف يتبع فصيلة تماسيح راو من السوكيات.